# Gian Paolo Chiti
Gian Paolo Chiti (Roma, 22 gennaio 1939) è un compositore e pianista italiano.

## Biografia
Ha iniziato gli studi musicali (pianoforte, violino e composizione) all'età di quattro anni, diplomandosi al Conservatorio di Santa Cecilia a Roma. Successivamente ha seguito corsi di perfezionamento pianistico con Arturo Benedetti Michelangeli e Carlo Zecchi, diplomandosi all'Accademia Nazionale di Santa Cecilia.
Ha intrapreso una carriera come pianista (premiato nel 1960 al Concorso Busoni di Bolzano), anche come accompagnatore della moglie, il mezzosoprano Patricia Adkins, dedicandosi  successivamente solo all'attività di compositore.
Le sue composizioni sono programmate in Italia e all'estero da parte di numerosi festival ed istituzioni musicali. Tra le esecuzioni più importanti da segnalare quelle al Maggio Musicale Fiorentino, alla Biennale di Venezia, al Festival di Edimburgo, al Festival Lutosławski in Polonia, al Cantiere Internazionale d'Arte di Montepulciano, Nuova Consonanza, agli Incontri Musicali Romani, al Festival di Chartres, al Teatro Nacional di Caracas e al Conservatorio di Mosca.
È stato docente di composizione e vicedirettore per un decennio al Conservatorio di Roma. È stato membro della Commissione Nazionale per la Danza, ed è docente ospite di diverse facoltà universitarie in Italia e negli Stati Uniti.

## Opere selezionate

### Musica per pianoforte
- Zoological Gardens (1951)
- Fantasia (1955)
- Cinque Preludi (1961)
- Sonata (1961)
- Tre Pezzi (1962)
- Movements (1962)
- Evening Prayer (1978)
- Piccola Suite (1980)
- Rag Prelude (1982)
- Per Lontane Vie (1985)
- Ground per due pianoforti o pianoforte a quattro mani (1985)
- Abendstücke (1989)
- Arion Suite (1993)
- Extrême (2002)
- Seagulls (2002)
- Exercise Box (2005)
- Sonatensatz (2008)
- Under the Left Hand, per la mano sinistra (2008)

### Musica da camera
- Y Ara Dirè per due chitarre (1969)
- Plexus per due flauti bassi (2001)
- Flutar per flauto e arpa (1979)
- Pastorale per flauto e arpa (1979)
- Shahed-B per oboe e clavicembalo (1975)
- Apocryphe per corno inglese e pianoforte (2007)
- Donizetti Suite Arie d'opera per corno e pianoforte (2005)
- Counterpoint in F per clarinetto e sassofono tenore (2005)
- Nuàl per clarinetto e chitarra (2008)
- Florale per clarinetto e chitarra (2008)
- Prelude per sassofono contralto e pianoforte (2005)
- Recordari per tromba e organo (1986)
- Sie erlischt per violino e pianoforte (1971)
- Viorgan per viola e organo (2007)
- Fluâl per flauto e chitarra (2012)
- In Sogno per due flauti e pianoforte (1986)
- Kinamama per due flauti e pianoforte (1990)
- Exity per flauto, clarinetto e fagotto (1993)
- Divertimento per flauto, violino e clavicembalo(1972)
- Triplum per clarinetto, violino e pianoforte (1985)
- Prelude d'Autumne per flauto, viola ed arpa (1982)
- Serenata per flauto, oboe e fagotto (1982)
- Andante per flauto, fagotto e pianoforte (1954)
- Allegro per oboe, tromba e pianoforte (1954)
- Memories per tre trombe (2009)
- Dal Profondo per clarinetto, fagotto e pianoforte (1974)
- Latiter per clarinetto, violino e violoncello (1997)
- L'età dell'ombra per clarinetto, viola e pianoforte (2003)
- Intermezzo per violino, viola e violoncello (1992)
- Cahier des Rêves per violino, violoncello e pianoforte (1993)
- Languisco e moro per violino, violoncello e pianoforte (2012)
- Breakers per quattro arpe (1973)
- Vox Flauti per quartetto di flauti (2002)
- Spleen per flauto dolce alto e basso, violoncello e pianoforte (1973)
- Tensity per oboe, clarinetto, fagotto e pianoforte (2007)
- Divertimento per flauto, violino, viola e violoncello (1973)
- Kammerstück per clarinetto, violoncello, trombone e pianoforte (1983)
- Saxitude per quartetto di sassofoni (2008)
- Quaternalis per quartetto di corni (2009)
- Lebenslauf per clarinetto, violino, viola, violoncello e pianoforte (1971)
- Adieu adieu per flauto, oboe, clarinetto, fagotto e corno (1982)
- Wintermusik per flauto, clarinetto, violino, violoncello e pianoforte (1985)
- Tropi for Chartres per sassofono contralto e quartetto d'archi (1996)
- In the Merry Month of May per quintetto di ottoni (1983)
- Serenade per flauto, clarinetto, viola, violoncello e pianoforte (1966)
- October Quintet per quartetto d'archi e pianoforte (2010)
- Sestetto a Fiati per flauto, clarinetto, 2 fagotti, tromba e trombone (1958)
- Sestetto a Fiati n. 2 per flauto, 2 fagotti, 2 corni e tromba (1956)
- Concerto per flauto, oboe, clarinetto, corno, vibrafono, timpani, arpa, violino, viola e violoncello (1964)
- Replay per ottetto di fiati (1975)
- Action per flauto, oboe, clarinetto, fagotto, 2 violini, viola e violoncello (1990)
- Octopus Line per flauto, oboe, clarinetto, 2 fagotti, corno, 2 trombe e 2 tromboni (1990)
- Concertino per sassofono tenore e 8 violoncelli (1994)
- Téorite per controfagotto solo (2009)

### Musica per quartetto d'archi
- Quartetto per Archi (1959)
- In Dateless Night (1970/1)
- En écoutant la nuit (2002)

### Musica per orchestra
- Concerto per orchestra d'archi (1963)
- Nachtmusik per orchestra d'archi (1966)
- Violin Concerto per violino solo e orchestra (1969)
- Rencontres per flauto ed archi (1973)
- Games Around the Six with Eleven per orchestra d'archi (1976)
- Retour per violino, viola, violoncello e archi (1982)
- Trivium per mezzosoprano ed orchestra d'archi (1983)
- Konzertstuck (1984)
- Salve Regina per mezzosoprano, flauto, oboe, clarinetto, fagotto e archi (1991)
- Envers (2002)
- The Dorian Way per oboe, celesta e 16 archi (2009)

### Oratorio, opera da camera e balletto
- Matrona Quaedam Opera da camera; Testo di Carlo Carfagna (1969)
- Yerma Balletto con cantanti ed attori; Testo di Garcia Lorca (1971)
- A Dylan Thomas Balletto (1972)
- Le sette età dell'Uomo da Shakespeare (1976)